# Thắng Lợi
Thắng Lợi là một xã thuộc tỉnh Thanh Hóa, Việt Nam.
Được thành lập ngày 16 tháng 6 năm 2025 theo Nghị quyết số 1686/NQ-UBTVQH15 của Ủy ban Thường vụ Quốc hội trên cơ sở toàn bộ diện tích tự nhiên và quy mô dân số của các xã Trung Thành, Tế Nông, Tế Thắng, Tế Lợi thuộc huyện Nông Cống, xã Thắng Lợi chính thức hoạt động từ ngày 1 tháng 7 cùng năm.
Xã Thắng Lợi có diện tích tự nhiên 40,26 km², quy mô dân số năm 2024 là 27.909 người, mật độ dân số đạt 693 người/km².